# Náklo (vrch)
Náklo (265 m n. m.) je vrch nedaleko obcí Ratíškovice, Vacenovice, Dubňany a Milotice. Své okolí převyšuje o více než 50 metrů. V 30. letech 20. století zde nastal rozvoj těžby lignitu firmou Baťa. Nedaleko vrcholu se nacházejí pozůstatky dolů Žofie, Tomáš, Josef a Franc de Paule. Na povlovných svazích Nákla jsou vinice. Na severozápadním svahu se nachází přírodní památka Horky s chráněnou vegetací.
V poslední době se Náklo dostalo do povědomí v souvislosti s nepravděpodobnými hypotézami o možném ústředí Velkomoravské říše. Na vrcholu Nákla stojí dřevěný liliový kříž a pískovcová socha kupce Sáma.

## Náklo jako bájný Veligrad
Dle teorie, popularizované především publikací Náklo Jana Galatíka, mohlo být velkomoravské město Veligrad umístěno v kráteru Náklo poblíž Moravské Sahary u Hodonína. Tato teorie je zajímavá především pro představu opevněného hradu či celého města umístěného pod zemí, které je obklopeno výrony plynů a petroleje. Tyto výrony uhlovodíků měly podle autora teorie působit fascinujícím dojmem. Autor teorie se snaží také ve svých vlastních výzkumech (používá kupř. leteckou archeologii) dokázat, že se jednalo o neuvěřitelné místo, které muselo na návštěvníky, kupř. arabské kupce, působit impozantním dojmem. Aglomerace na území Starého Města-Sady vzhledem ke své malé rozloze, podle Jana Galatíka nemohla příliš udivovat. Na druhou stranu existuje řada romantických teorií, která slovanský Veligrad popisuje téměř jako moravský Tenochtitlán.

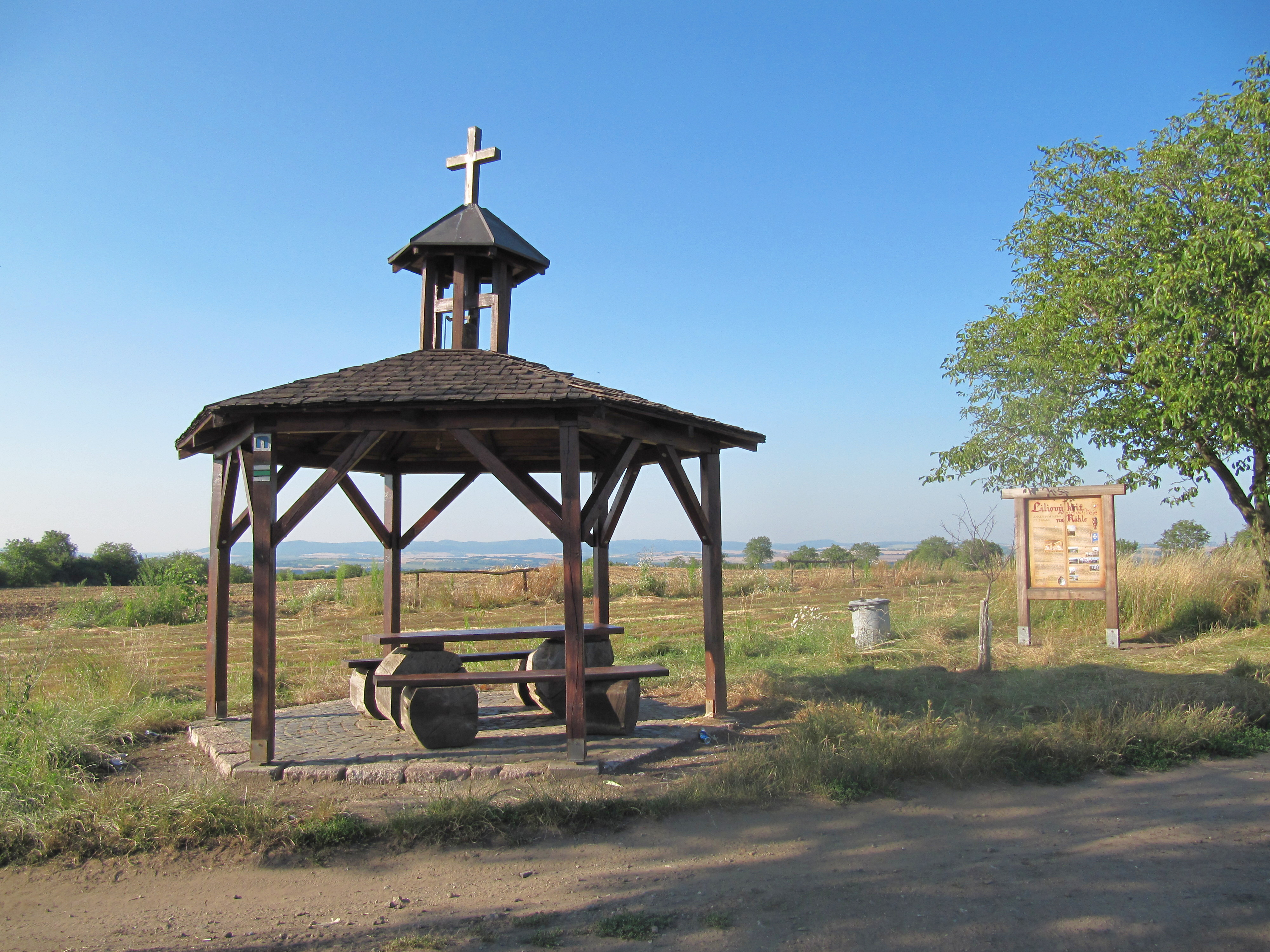
Altán a informační tabule
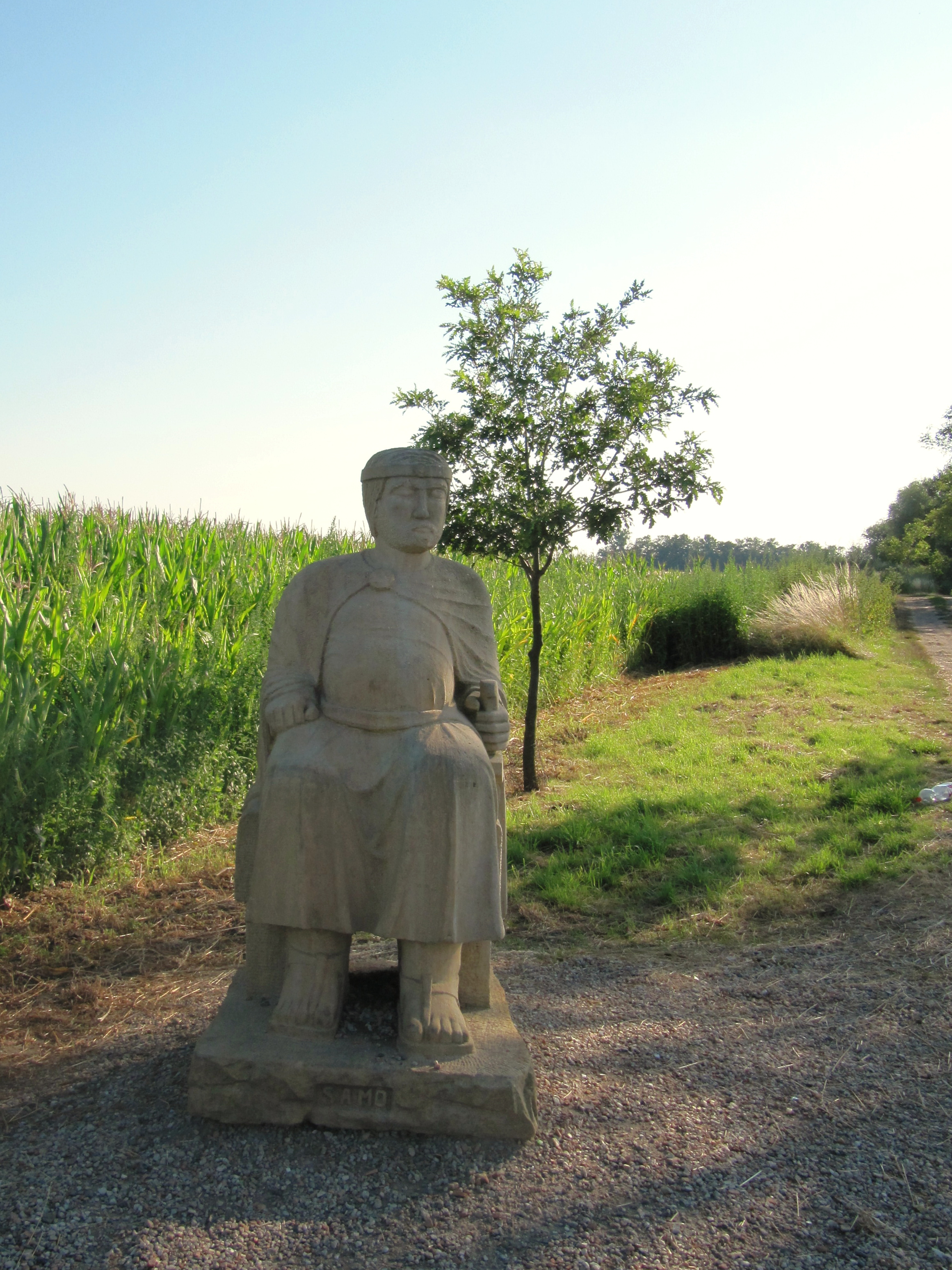
Socha franckého kupce Sáma
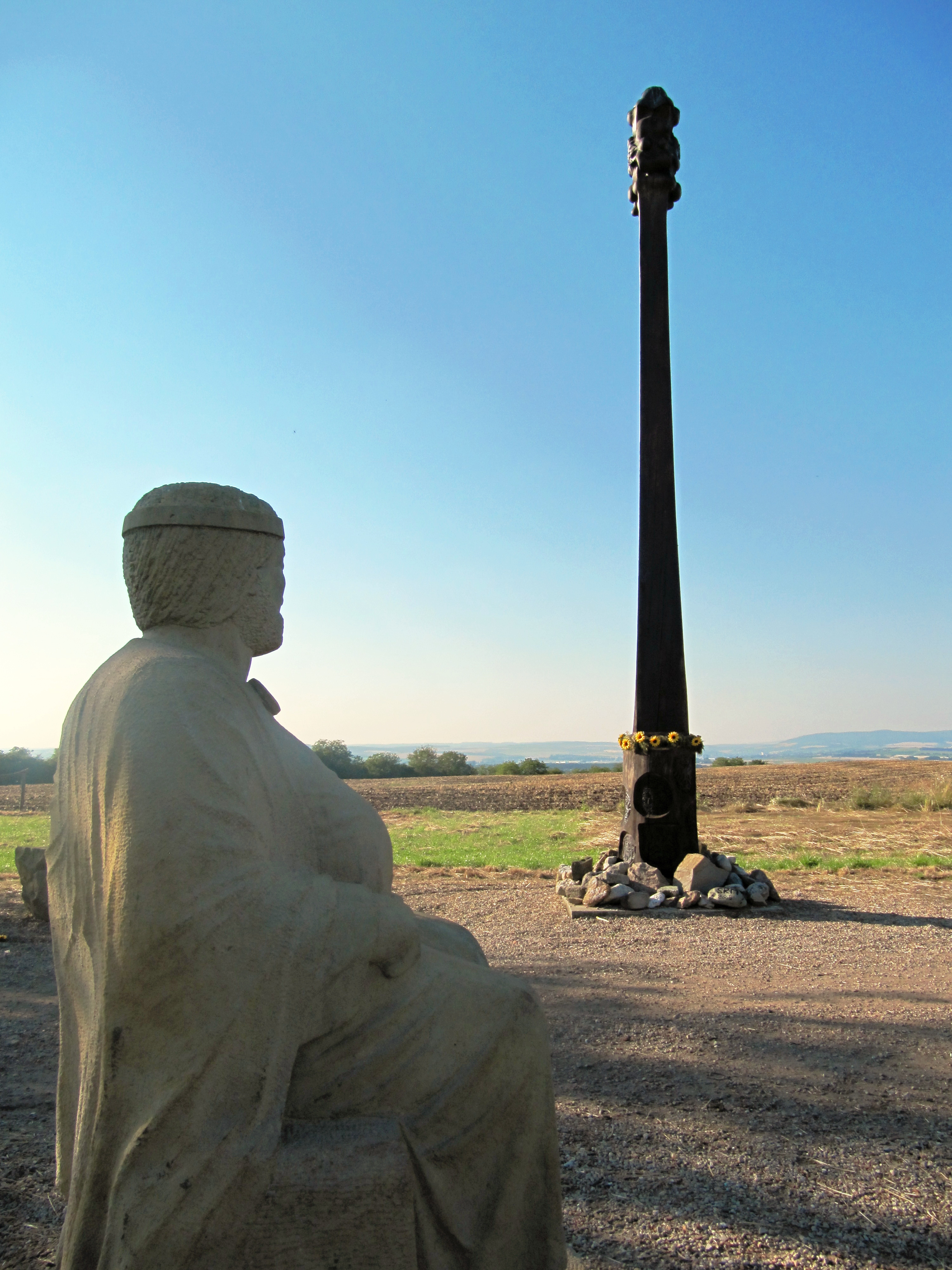
Liliový kříž

### Argumenty
- Roku 169 až 173 během Markomanských válek, kdy docházelo ke střetům římanských legií Marca Aurelia s germánským kmenem Kvádů, došlo k události nazvané "Zázračný déšť". Na kvádské vojsko se začal snášet při obléhání jakýsi zvláštní déšť, který se nedal hasit vodou a země se při něm třásla... Tato událost je podle autora teorie velmi podobná haváriím vrtných souprav. Padající déšť hořící nafty často ohrožoval jejich obsluhu. Mohlo se jednat o erupci metanu, resp. nečekanou erupci uhlovodíků Hodonínského naftového pole atd. Oponent teorie však tento dohad lehce vyvrátí, jelikož nafta a zemní plyn se nachází v celé této oblasti, i pod vrchem Černé hory s kaplí svatého Rocha, což je výběžek vrchu Rovnina, přímo v lokalitě Uherské Hradiště, na úpatí Sadské výšiny, kde je i hypotetický hrob knížete či krále Svatopluka (hrob významného velmože č. 12/59). Ten leží a areálu nazvaném velkomoravské naleziště Špitálky-Sady. V oblasti Rochusu došlo k pokusům o těžbu plynu v 50. letech 20. století, sondáže byly doprovázeny silnými otřesy. Ale množství ropy a plynu bylo i přes pozitivní odhady velmi malé. Autor teorie Náklo popisuje římské tažení proti Kvádům a vychází při tom z publikace Ondřeje Šedy, Poznámky k ikonografii římských vojenských táborů ve scénách sloupu Marka Aurelia[3]

- Ke stejné akci, výron, exploze plynu, vztahuje autor i zprávu o historické události, ze života sv. Klimenta. Uvádí ji jako možnou erupci metanu u Metodějova stolce. Je popsána přesně v Theofylaktově díle „Život sv. Klimenta, biskupa Bulharů“, z roku 885: „Zatřásl Bůh zemí a rozevřel ji. Zazněl hukot. Zatřásli se obyvatelé Města, běželi k vladaři a děli: Co se děje?“

- Pátrání v lokalitě však nevydalo žádné důvěryhodné nálezy, které by svědčily o hojnějším osídlení. Nebyla doložena ani jakákoliv činnost v době velkomoravské. Konkrétně z 9. nebo 10. století zde nebyl nalezen žádný artefakt (většina byla datována do doby baroka). Zastánci teorie to však přisuzují těžbě lignitu, zemědělské činnosti a nadále pokračují ve svých aktivitách: kupř. letecká archeologie.

- Odpůrci teorie tvrdí, že i kdyby byl materiál později použit k budování okolních měst, krajina by si přesto stopy tak rozsáhlé civilizace pamatovala. Se soustavnou vědeckou prací se však v regionu Slovácka započalo až po roce 1946. Řada zemědělců sice nálezy ohlásila, ale zase nedokázala určit přesnou lokalitu nálezu. V některých starých velkomoravských oblastech (kupř. ve Starém Městě) existuje celá řada legend o nalezených pokladech při různých polních a stavebních pracích v minulosti. Autoři teorie Náklo také poukazují na Moravskou Saharu, jako na důsledek činnosti velkomoravské civilizace v regionu Hodonína. Oblast měl podle jejich teorie postihnout stejný osud jako Řecko, Dalmácii, či Velikonoční ostrov. Jako plus se hodnotí jejich popularizační činnost celé problematiky, společné akce, zájem o archeologii a římské památky v regionu[zdroj?] (kupř. zámek Milotice).